# Мехліс Лев Захарович
Лев Захарович Мехліс (1 січня (13 січня) 1889, Одеса, Російська імперія — 13 лютого 1953, Москва, СРСР) — радянський державний і військовий діяч, генерал-полковник (29 липня 1944). Член ЦВК СРСР 7-го скликання, депутат Верховної Ради СРСР 1—2-го скликань. Кандидат у члени ЦК ВКП(б) (1934—1937), член ЦК ВКП(б) (1937—1953), член Організаційного бюро ЦК ВКП(б) (з 19 січня 1938 по 5 жовтня 1952 року). Доктор економічних наук (листопад 1935). Один з організаторів масових репресій у СРСР.

## Біографія
Народився в єврейській родині торговця. Закінчив нижче трикласне училище, 6 класів єврейського комерційного училища в місті Одесі. У 1904—1907 роках працював конторником в конторі Каца в Одесі, з 1908 по 1911 рік був репетитором та домашнім учителем в Одесі.
У 1907—1910 роках — член робітничої сіоністської партії «Поалей Ціон» в Одесі.
З 1911 року до 1917 року — в російській армії. З 1911 по 1914 рік служив у «пункті коней» 2-ї гренадерської артилерійської бригади в селі Павловська слобода Звенигородського повіту Московської губернії. У 1912 році отримав чин бомбардира (чин в артилерії, відповідав чинам єфрейтора в піхоті і кавалерії). Пізніше отримав звання феєрверкера (старше унтер-офіцерське звання в артилерії). З 1914 по 1917 рік — солдат запасних артилерійських частин російської армії в Кременчуці, Черкасах і Тарнополі. У 1917 році служив на пункті слабосильних коней 11-ї російської армії в Білій Церкві.
З лютого 1917 року обирався членом солдатського комітету частини, членом Білоцерківської ради робітничих і солдатських депутатів та керівником комітету (ради міліції) із охорони порядку в місті Білій Церкві.
З січня по березень 1918 року — член та секретар Центрального виконавчого комітету рад Румунського фронту, Чорноморського флоту і Одеського військового округу «Румчород» у місті Одесі. У березні 1918 року був евакуйований до Криму, а потім на Кубань, в місто Єйськ, де брав участь у встановленні радянської влади.
У березні 1918 року став членом РКП(б).
З травня 1918 року — на господарській роботі в фінансовій групі Об'єднаних національних машинобудівних заводів Сормово-Коломна в Москві. Потім на господарській роботі в Курську та Нижньому Новгороді.
У січні — квітні 1919 року — на господарській роботі в Харківській конторі Держбанку і Раді народних комісарів Української СРР у Харкові, займався відновленням Харківського залізничного вузла.
У квітні — липні 1919 року — військовий комісар запасної стрілецької бригади Оперативної групи військ Червоної армії Харківського напряму в місті Катеринославі. У липні 1919 — квітні 1920 року — військовий комісар 46-ї стрілецької дивізії Полтавської групи військ 14-ї армії РСЧА Південного фронту. У квітні 1920 року був важко поранений в районі міста Мелітополя. З квітня по липень 1920 року — для особливих доручень Революційної військової ради (РВР) Південно-Західного фронту. 22 липня — вересень 1920 року — військовий комісар Правобережної групи військ 13-й армії Південно-Західного фронту РСЧА. У вересні 1920 року — т.в.о. члена РВР 6-ї армії Південно-Західного фронту РСЧА. У вересні — 22 грудня 1920 року — військовий комісар 46-ї стрілецької дивізії 4-ї армії РСЧА. Південного фронту.
У січні — листопаді 1921 року — начальник канцелярії управління справами Ради народних комісарів РРФСР.
У листопаді 1921 — жовтні 1922 року — заступник керуючого справами, заступник та в.о. керуючого адміністративної інспекції в Народному комісаріаті робітничо-селянської інспекції (нарком Сталін).
У листопаді 1922 — листопаді 1924 року — помічник генерального секретаря ЦК РКП(б) Йосипа Сталіна. У листопаді 1924 — 22 січня 1926 року — 1-й помічник генерального секретаря та завідувач бюро секретаріату ЦК РКП(б), фактично особистий секретар Сталіна.
У лютому 1926 — грудні 1927 року навчався на курсах марксизму при Комуністичній академії. З січня 1928 по липень 1930 року — слухач економічного Інституту червоної професури в Москві.
З липня 1930 по 1931 рік — відповідальний секретар, з 1931 по липень 1937 року — головний редактор газети «Правда». З липня 1937 по вересень 1940 року — член редакційної колегії газети «Правда»
4 вересня 1937 — 2 січня 1938 року — завідувач відділу друку і видавництв ЦК ВКП(б), 12 грудня 1937 року обраний депутатом Верховної Ради СРСР 1-го скликання.
З 30 грудня 1937 року до 6 вересня 1940 року — заступник народного комісара оборони і начальник Головного політичного управління Червоної армії.
8 лютого 1938 року Мехлісу було присвоєно військово-політичне звання армійський комісар 1-го рангу, що відповідало військовому званню генерала армії. Після початку бойових дій біля озера Хасан у липні 1938 року, 1 серпня 1938 року прибув у район бойових дій. Разом із заступником народного комісара внутрішніх справ СРСР Фріновським організував репресії на Далекому Сході. У 1939—1940 роках — член Військової Ради 7-ї армії РСЧА.
З 6 вересня 1940 по 19 березня 1946 року — народний комісар Державного контролю СРСР. Одночасно, з 6 вересня 1940 по 15 травня 1944 року — заступник голови Ради народних комісарів СРСР, а з 7 травня 1941 по 15 травня 1944 року — член Бюро Ради народних комісарів СРСР.
21 червня 1941 — 4 червня 1942 року — начальник Головного управління політичної пропаганди РСЧА. З 4 по 12 липня 1941 року — член Військової ради Західного фронту. З 10 липня 1941 по 4 червня 1942 року — заступник народного комісара оборони СРСР.
З січня по травень 1942 року був представником Ставки Верховного Головнокомандування на Кримському фронті. Бойовий порядок фронту не був перебудований з наступального в оборонний; результатом цього стала Керченська катастрофа 1942. 19 травня 1942 року Кримський фронт був розформований, а його війська передані Північно-Кавказького фронту.
За підсумками діяльності на Кримському фронті Директивою Ставки № 155452 від 4 червня 1942 року Мехліс був понижений у званні на дві сходинки до корпусного комісара та знятий із посади заступника наркома оборони і начальника Головного політичного управління.
Надалі був членом Військових рад:
- 6-й армії (4.07.1942 — 25.09.1942);
- Воронезького фронту (28.09.1942 — 7.10.1942);
- Волховського фронту (8.10.1942 — 6.04.1943);
- Резервного фронту (6.04.1943 — 15.04.1943);
- Степового військового округу (15.04.1943 — 9.07.1943);
- Брянського фронту (9.07.1943 — 10.10.1943);
- Прибалтійського фронту (10.10.1943 — 20.10.1943);
- 2-го Прибалтійського фронту (20.10.1943 — 15.12.1943);
- Західного фронту (16.12.1943 — 19.04.1944);
- 2-го Білоруського фронту (24.04.1944 — 28.07.1944);
- 4-го Українського фронту (6.08.1944 — 9.07.1945);
- Прикарпатського військового округу (.07.1945 — .03.1946).

Військово-політичні та військові звання:
- 8 лютого 1939 року було присвоєно вище військово-політичне звання армійський комісар 1-го рангу, що відповідало військовому званню генерала армії;
- 4 червня 1942 року знижений у званні до корпусного комісара;
- 6 грудня 1942 року переатестований в генерал-лейтенанти;
- 29 липня 1944 року — генерал-полковник.

З 19 березня 1946 по 27 жовтня 1950 року — міністр Державного контролю СРСР, одночасно голова Державної штатної комісії при Раді Міністрів СРСР. З 30 липня 1949 року по 27 жовтня 1950 року — член Президії Ради міністрів СРСР.
З 27 жовтня 1950 року — на пенсії за станом здоров'я (переніс інсульт). Після смерті від хвороби серця 13 лютого 1953 року був кремований. Урна з прахом поміщена в Кремлівській стіні на Красній площі в Москві.

## Нагороди
- чотири ордени Леніна (26.04.1937, 22.02.1938, 15.01.1949, 04.1949);
- два ордени Червоного Прапора (20.02.1928, 27.08.1943);
- орден Суворова 1-го ступеня (23.05.1945);
- орден Кутузова 1-го ступеня (29.07.1944);
- орден Червоної Зірки (21.03.1940);
- орден Virtuti Militari IV-го класу (ПНР) (06.1946);
- медалі.